# Amsterdam Express
Amsterdam Express, tytuł anglojęzyczny England on My Roof – albańsko-brytyjsko-holenderski film fabularny z roku 2014 w reżyserii Fatmira Koçiego.

## Opis fabuły
Akcja filmu rozgrywa się współcześnie. Młody emigrant albański Bekim, mieszkający w Amsterdamie pracuje jako śmieciarz. Życie Bekima zaczynają się gwałtownie komplikować, kiedy wpada w sidła gangu, handlującego narkotykami i żywym towarem. Mimo iż jest już zakochany, na polecenie gangu ma ożenić się z młodą Holenderką.

## Obsada
- James Biberi jako Van Doom
- Natasha Goulden jako Anna
- Blerim Destani jako Bekim
- Carolien Spoor jako Suzanna
- Renne Gjoni(inne języki) jako Grijs
- Lykele Muus(inne języki) jako Johan
- Flonja Kodheli jako Marta
- Rajmonda Bulku jako Vjollca
- Bujar Lako jako Selim
- Olta Gixhari jako Dora
- Vasjan Lami jako Elezi
- Laert Pasko jako Tuki
- Gerti Ferra jako Roni
- Dritan Kastrati jako Deki
- Irena Mecaj jako Albana
- Gjenovefa Redi
- Jan Ensing

## Produkcja
Zdjęcia kręcono w Tiranie i Amsterdamie.